# W31S
W31S（だぶりゅーさんいちえす）は、ソニー・エリクソン・モバイルコミュニケーションズ（現・ソニーモバイルコミュニケーションズ）によって開発され、KDDIのauブランドで販売されたCDMA 1X WINの携帯電話である。

## 特徴
音楽再生を強く打ち出した携帯電話で、スライド式を採用した。音楽は着うたフルのほか、SonicStageからATRAC3ファイルを転送して楽しむこともでき、付属のマイク付リモコンで音楽プレーヤーを操作することも可能である。本機はメモリースティックPRO 
Duoにも対応しているが、当時の著作権保護技術MagicGateは128MBまでしか対応していなかったため、本機はメモリースティックPRO Duoからのオーディオ再生には対応しない。そのため、SonicStageからATRAC3ファイルを転送して楽しむには、128MB以下のMGメモリースティックDuoを使う必要がある。
音楽再生機能以外にもCMOSでありながら、高画質な2メガピクセルカメラ（スライドレンズカバー付き）や、FMラジオなども搭載したハイエンドモデルである。スライド式端末ではあるが、その開閉と連動した機能はない。
本端末は、のちのウォークマンケータイ W42Sの源流になったといえる。なお、この機種以後同社のau向け端末からジョグダイヤルが廃止されたが、W53Sで「＋JOG」の形で復活した。
ちなみに、オレンジとホワイトの二色はauのロゴマークをモチーフにされたものと思われる。

## 対応サービス
- EZ「着うたフル」 - プリセットコンテンツとしてYUKIのJOY(short ver.)が搭載されている。
- EZ「着うた」（ハイクオリティステレオ対応）
- EZ・FM
- EZナビウォーク
- EZチャンネル
- 赤外線通信
- メモリースティックオーディオ (ATRAC3)